# Seniorentelefon

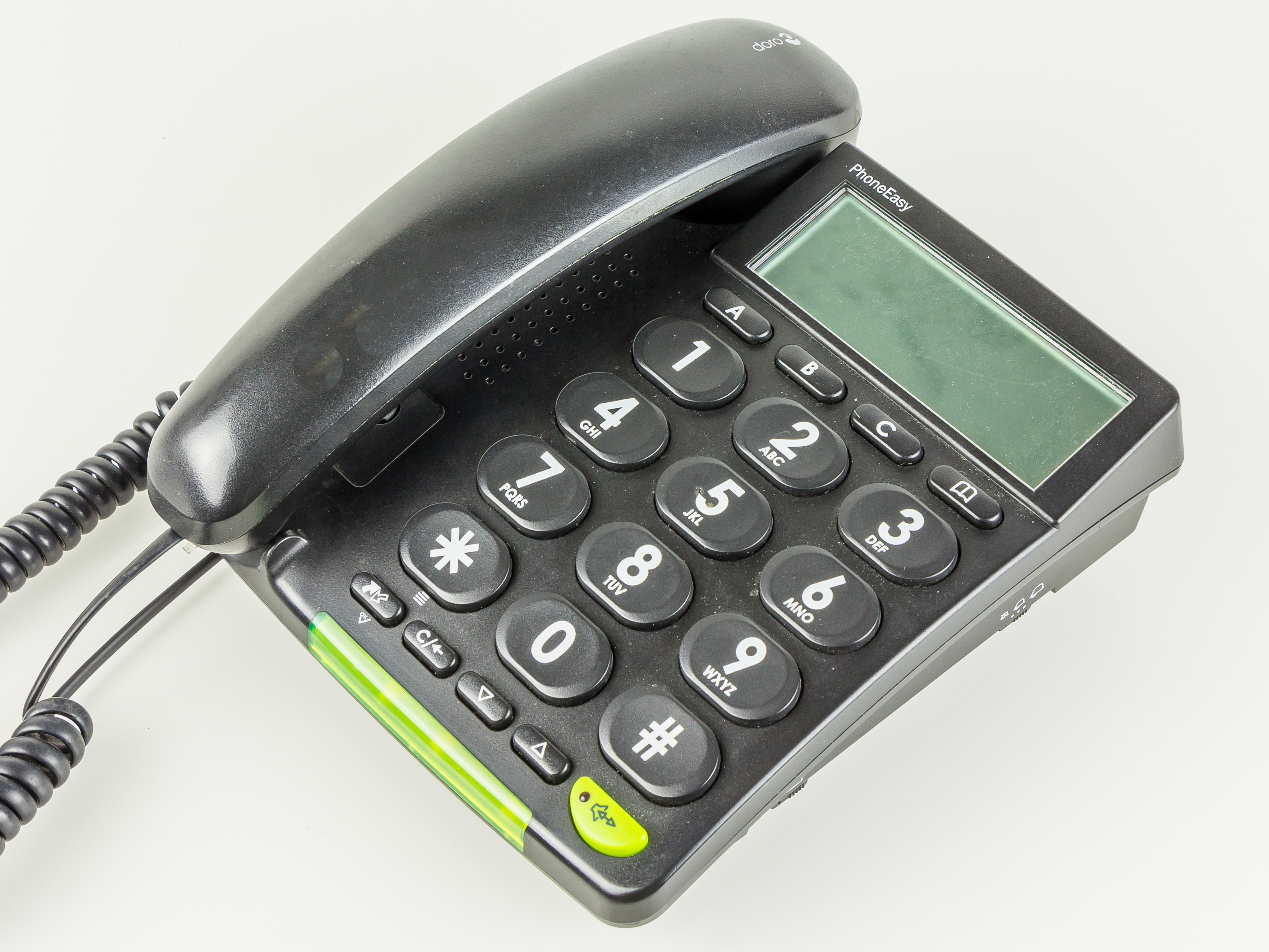
Seniorentelefon mit großem Tasten und optischem Klingelsignal

Ein Seniorentelefon ist ein Telefon, das speziell für die physischen Bedürfnisse älterer oder körperlich beeinträchtigter Menschen ausgelegt ist. Dabei verzichten die Hersteller bewusst auf eine reichhaltige Funktionsvielfalt, um die Bedienbarkeit der Geräte möglichst einfach und intuitiv zu halten. Häufig werden Seniorentelefone um eine sogenannte Notfall-Funktion erweitert, die es dem Besitzer ermöglicht, mit nur einem Tastendruck einen Notruf an einen zuvor definierten Rettungsdienst abzusetzen.

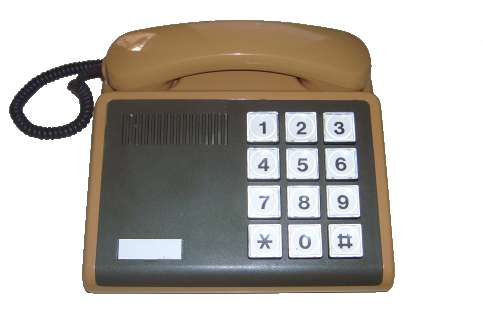
Telefon mit besonders großen Tasten. Typ DFeAp 321 Hamburg

Typische Ausstattungsmerkmale solcher Geräte:
- Große Tasten (Nachlassen der Sehkraft)
- Besonders laut einstellbare Klingeltöne
- Optische Signale (z. B. Blitzlicht), zusätzlich zum Klingelton
- Verstellbare Lautstärke des Telefonhörers (Nachlassen der Hörempfindlichkeit)
- Induktive Koppler im Telefonhörer zur direkten Übertragung des Lautsprechersignals in ein Hörgerät